# Langobardisaurus
Langobardisaurus ist eine Gattung von relativ kleinen Vertretern der Tanystropheidae innerhalb der Gruppe der Archosauromorpha aus der Obertrias (Mittleres bis Oberes Norium vor ca. 216 bis 208,5 Millionen Jahren). Die einzige allgemein anerkannte Art der bislang monotypischen Gattung ist Langobardisaurus pandolfii aus der Calcare-di-Zorzino-Formation und der Dolomia-di-Forni-Formation in Norditalien, sowie der Seefeld-Formation in Tirol.

## Etymologie und Forschungsgeschichte
Der Gattungsname nimmt Bezug auf den Fundort des Holotypus in der Lombardei, dem Kernland des ehemaligen Langobardenreiches in Kombination mit der Endung „-saurus“, (Latein für „Echse“). Der Artzusatz „pandolfii“ ehrt Mario Pandolfi, Präparator am Museo Civico di Scienze Naturali Enrico Caffi in Bergamo für seine Beiträge zur Erforschung der Wirbeltierfossilien der Region. Der Artname lässt sich also in etwa mit „Pandolfis Langobardenechse“ übersetzen.
Die Erstbeschreibung von Gattung und Typusart erfolgte 1994 durch Silvio Renesto auf Basis des Holotypus MCSNB 2883, ein weitgehend artikuliertes, Teilskelett, und eines Paratypus MCSNB 4860, ein nahezu vollständiges Skelett eines Jungtieres. Beide Exemplare stammen aus einem kleinen Steinbruch in der Gegend von Cene in dem Gesteine der Calcare-di-Zorzino-Formation („Zorzino-Kalk“) abgebaut wurden.
1995 und 1996 wurde ein drittes (MFSN 19235) und ein viertes Exemplar (MFSN 1921) aus der Dolomia-di-Forni-Formation in der Gegend um Preone zunächst als „Langobardisaurus rossii“ (MFSN 19235) bzw. als Langobardisaurus tonelloi (MFSN 1921) beschrieben. Aus derselben Formation wurde 2002 ein weiteres Exemplar (MFSN 26829), ein Teilskelett mit Resten der hinteren Gliedmaßen, der vorderen Schwanzwirbelsäule und Teilen des Beckens, als der Gattung Langobardisaurus zugehörig beschrieben.
2007 konnten Renesto und Fabio Marco Dalla Vecchia nachweisen, dass es sich bei dem als „Langobardisaurus rossii“ beschriebenen Exemplar (MFSN 19235) keineswegs um einen Protorosaurier handelt, sondern vielmehr um einen Vertreter der Lepidosauromorpha. Der Name „Langobardisaurus rossii“ wurde damit in dieser Form ungültig.
2013 wurde erstmals ein Fund von Langobardisaurus außerhalb von Norditalien bekannt. Das Exemplar (P 10121), ein weitgehend vollständiges, artikuliertes Skelett dem nur der distale Teil der Schwanzwirbelsäule fehlt, stammt aus der Seefeld-Formation von Seefeld in Tirol und erweiterte nicht nur das bekannte Verbreitungsgebiet von Langobardisaurus ganz erheblich, sondern gab auch Anlass zu einer umfangreichen Neubearbeitung der Gattung. Dabei wurde unter anderem festgestellt, dass keine anatomischen Merkmale vorliegen die eine Unterscheidung zwischen Langobardisaurus pandolfii und Langobardisaurus tonelloi rechtfertigen würden. Das Taxon Langobardisaurus tonelloi wurde damit als Juniorsynonym obsolet und die Gattung Langobardisaurus gilt seitdem wieder als monotypisch mit Langobardisaurus pandolfii als einziger bislang bekannter Art.

## Merkmale

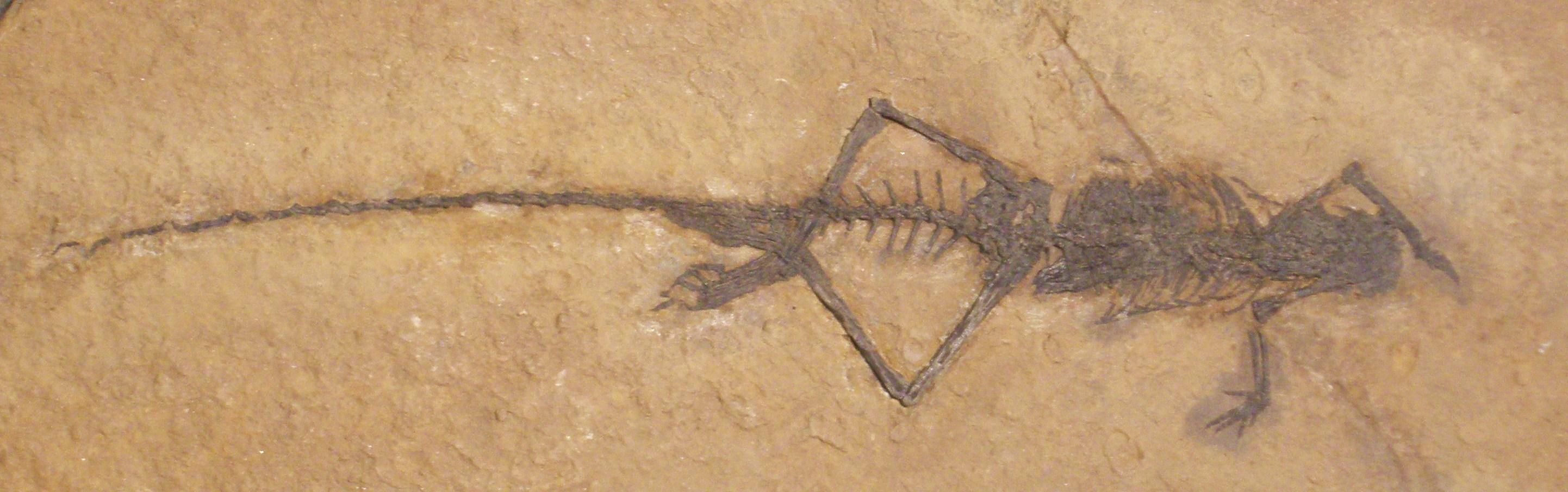
Fossil eines Jungtieres von Langobardisaurus pandolfii (Paratypus MCSNB 4860).

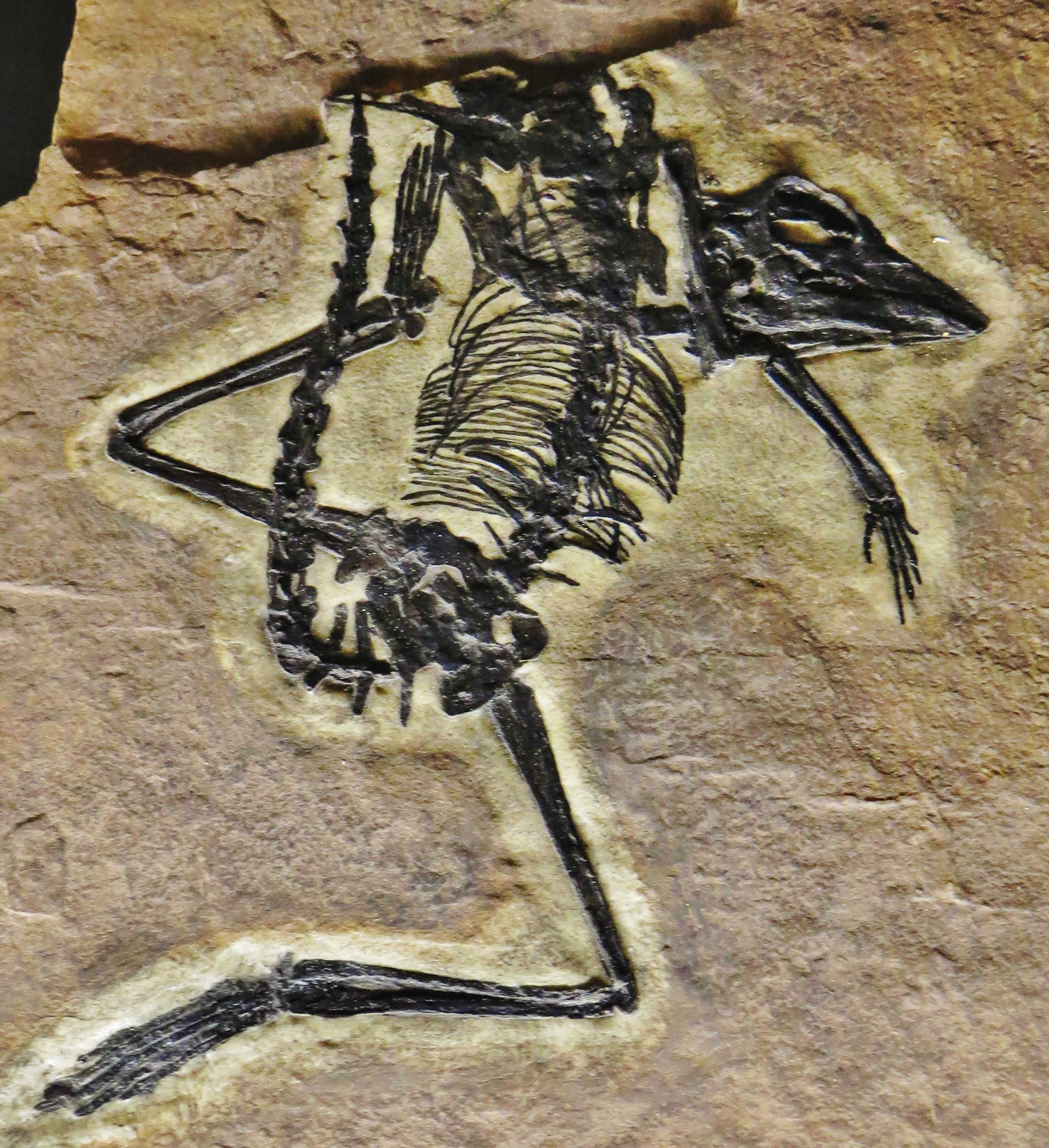
Das ursprünglich als Langobardisaurus tonelloi beschriebene Exemplar MFSN 1921.

Langobardisaurus pandolfii war ein kleiner, wahrscheinlich weniger als 0,5 m langer Vertreter der Tanystropheidae mit stark verlängerter Halswirbelsäule. Der robuste Schädel zeigt in seitlicher Ansicht einen annähernd dreieckigen Umriss mit kurzer Schnauze und sehr großen Augenhöhlen. Der Schädel ist allgemein kräftiger, aber auch kürzer und höher als bei anderen Vertretern der Tanystropheidae.
Ein weiteres auffälliges Merkmal von Langobardisaurus ist seine heterodonte Bezahnung. Die leicht schnabelförmige Prämaxilla scheint zahnlos, weist an ihrem seitlichen Rand jedoch eine Reihe von Einkerbungen auf, die schlanke, nach vorne geneigte, Schneidezahn-förmige Zähne vortäuschen. Die Funktion dieser Einkerbungen ist unklar. Möglicherweise handelt es sich um Strukturen zur Nahrungsaufnahme oder um Ansatzstellen für eine Hornscheide (Rhamphotheca), eine solche ist jedoch bei keinem der bislang bekannten Exemplare fossil belegt. Die Maxilla trägt hingegen eine Reihe von 7–8 dicken, zwei- bis dreispitzigen Zähnen und, im hintersten Bereich, einen besonders großen Mahlzahn-artig umgeformten Zahn. Der Unterkiefer ist im vorderen Bereich ebenfalls unbezahnt. Die Zähne im hinteren Bereich des Unterkiefers entsprechen denen der Maxilla. Die jeweils hintersten, besonders massiven Zähne des Ober- und der Unterkiefers scheinen zu okkludieren und waren wohl dazu geeignet härtere Nahrung zu zermahlen. Der Unterkiefer ist robust mit einem hohen Kronenfortsatz (Processus coronoideus) am Os angulare, der als Ansatz für die Adduktormuskulatur auf einen kräftigen Biss hinweist.
Die bis zu 8 Halswirbel sind stark verlängert und 2- bis 3-mal länger als die ersten Rückenwirbel. Die Halsrippen sind lang und dünn und verlaufen parallel zur Längsachse der Halswirbel. Der Schwanz ist mehr als doppelt so lang wie der Rumpf.
Die vorderen Gliedmaßen sind schlank und sehr viel kürzer als die langen, schlanken hinteren Gliedmaßen. Die Langknochen sind dünnwandig und hohl.

## Systematik
Langobardisaurus wurde in der Erstbeschreibung von 1994 als Prolacertiformes „incertae sedis“ klassifiziert, wobei „Prolacertiformes“ in diesem Fall wohl als synonym zu „Protorosauria“ gewertet werden kann.
David Dilkes stellte Langobardisaurus 1998 gemeinsam mit Macrocnemus und Tanystropheus in die Klade der Tanystropheidae, die er als „der letzte gemeinsame Vorfahre von Macrocnemus, Tanystropheus und Langobardisaurus und alle seine Nachfahren“ definierte. Spätere phylogenetische Analysen bestätigten die Tanystropheidae als monophyletische Gruppe innerhalb der Archosauromorpha, wohingegen sich die Gruppe der „Protorosauria“ / „Prolacertiformes“ als polyphyletisch erwies.

## Palökologie
Langobardisaurus pflegte wohl eine weitgehend terrestrische Lebensweise. Anatomische Anpassungen an eine aquatische Lebensweise sind jedenfalls nicht bekannt. Die, im Vergleich zu den Vorderbeinen, überlangen Hinterbeine und der Aufbau der Fußwurzel dürfte es Langobardisaurus ermöglicht haben sich aufgerichtet auf den Hinterbeinen rennend fortzubewegen. Möglicherweise konnte er sich auch stehend auf die Hinterbeine aufrichten, ähnlich wie beides bei den heutigen Kragenechsen der Fall ist. Kiefer und Gebiss waren gut geeignet um harte oder zähe Nahrung zu verarbeiten. Langobardisaurus ernährte sich wahrscheinlich von Krebstieren, größeren Insekten oder kleinen „Ganoidfischen“.
Die Sedimente der Calcare di Zorzino Formation, der Dolomia di Forni Formation und der Seefeld-Formation wurden jeweils in kleinen, tiefen Meeresbecken innerhalb der Karbonatplattform entlang der Küsten der westlichen Paläotethys abgelagert. Am Grund dieser Becken herrschten anoxische Bedingungen, die ideale Voraussetzungen für die Fossilerhaltung boten. Neben den Bewohnern des Meeres selbst blieben in diesen Sedimenten auch eingeschwemmte Kadaver von Landtieren und -pflanzen der angrenzenden, inselartigen Landmassen fossil erhalten. Die Vegetationsdecke dieser Inseln setzte sich im Wesentlichen aus Koniferen wie Vertretern der Cheirolepidiaceae, Elatocladus oder Voltzia zusammen, beinhaltete aber auch Palmfarne und Bärlapppflanzen und lässt auf ein heißes, arides Klima schließen.
Langobardisaurus teilte sich diesen Lebensraum unter anderem mit Flugsauriern wie etwa Austriadactylus (Seefeld-Formation, Dolomia di Forni Formation), Preondactylus (Dolomia di Forni Formation), Carniadactylus (Dolomia di Forni Formation, Calcare di Zorzino Formation), Peteinosaurus (Calcare di Zorzino Formation) und Eudimorphodon (Seefeld-Formation, Calcare di Zorzino Formation), den Drepanosauriden Megalancosaurus (Dolomia di Forni Formation) und Vallesaurus (Calcare di Zorzino Formation), dem Rhynchocephaliden Diphydontosaurus (Calcare di Zorzino Formation), dem Aetosaurier Aetosaurus (Calcare di Zorzino Formation) und mindestens einem Vertreter der Lepidosauromorpha (Dolomia di Forni Formation), eben jenem Exemplar das ursprünglich als „Langobardisaurus rossii“ beschrieben worden war.